# Folgueras (lugar)
Folgueras (oficialmente y en asturiano: Folgueiras) es un lugar perteneciente a la parroquia de Folgueras, en el concejo de Coaña, comarca de Eo-Navia, Principado de Asturias, España.